# Adieu au langage
Adieu au langage is een Frans-Zwitserse experimentele 3D-film uit 2014 onder regie van Jean-Luc Godard. De film ging in première op 21 mei op het Filmfestival van Cannes en had zijn Belgische avant-première op het Film Fest Gent 2014.

## Verhaal
De film bestaat uit een complexe beeld- en geluidsstroom waarbij een man en een vrouw centraal staan. Lange gesprekken worden afgewisseld met fragmenten van klassieke muziekstukken en foto’s en archiefbeelden. Hun hond speelt tijdens de seizoenen die passeren ook een rol in hun relatie.

## Rolverdeling
| Acteur             | Personage    |
| ------------------ | ------------ |
| Héloïse Godet      | Josette      |
| Kamel Abdeli       | Gédéon       |
| Richard Chevallier | Marcus       |
| Jessica Erickson   | Mary Shelley |
| Christian Gregori  | Davidson     |
| Zoé Bruneau        | Ivitch       |

## Productie
De film is grotendeels gefilmd in Zwitserland, de verblijfplaats van de regisseur. Er werd onder andere gefilmd in Nyon, aan het meer van Genève. Er werd vooral gewerkt met onbekende acteurs.

## Prijzen & nominaties

### Prijzen
- Prix du jury du Festival de Cannes 2014 (ex-aequo met Mommy van Xavier Dolan)[2]
- Prix spécial de la Palme Dog (Cannes 2014) voor Roxy, de hond van Godard.

### Nominaties
- Gouden Palm (Filmfestival van Cannes 2014)
- Filmfestival van München 2014 - ARRI/OSRAM Award Best International Film